# براندون رويفال
براندون ماثيو رويفال (بالإنجليزية: Brandon Matthew Royval؛ مواليد 16 أغسطس 1992) هو مُقاتل فنون قتالية مختلطة أمريكي. يُنافس حاليًا في فئة وزن الذبابة في يو إف سي. منافس محترف منذ عام 2012، كما تنافس رويفال سابقًا في منظمة بطولة القتال التراثية، حيث كان بطل بطولة القتال التراثية لوزن الذبابة السابث. اعتبارًا من 27 فبراير 2024، أصبح رقم 1 في تصنيفات يو إف سي لوزن الذبابة.

## الخلفية
وُلِد براندون ونشأ في دنفر، وكان يتدرب بالفعل على الجيو جيتسو البرازيلية والموياي تاي في سن الخامسة عشرة. لدى رويفال شقيق أكبر يُدعى داريان.

## مسيرته في فنون القتال المختلطة

### بدايته
خاض رويفال أول نزال له للهواة في سن 18 عامًا، وحقق رصيد 5–0. بدأ رويفال مسيرته الاحترافية في عام 2012، وسجل رصيد 8–3 قاتل في في الغالب في منظمة بطولة القتال التراثية، وبلغت ذروته في النهاية عندما نافس على لقب بطولة إل إف إيه لوزن الذبابة المؤقت ضد كيسي كيني، والتي خسرها بقرار القضاة بالإجماع.

### يو إف سي
خاض براندون أول نزال له في يو إف سي في 30 مايو 2020 في حدث يو إف سي على إي إس بي إن: وودلي ضد بيرنز. فاز بالنزال عن طريق الإخضاع في الجولة الثانية. نال لهذا القتال مكافأة قتال الليلة.

## حياته الشخصية
نشأ رويفال في عائلة مكسيكية. بعد فوزه على كيا كارا فرانس، ترك رويفال وظيفته بدوام كامل في نظام قضاء الأحداث. كما عمل كمدرب جيو جيتسو في فاكتوري إكس.

## البطولات والإنجازات
- يو إف سي
  - قتال الليلة (أربع مرات) ضد تيم إليوت، كيا كارا فرانس، مات شنيل، وتاتسرو تايرا[12][16][17][18]
    - بالمشاركة مع (براندون مورينو) أكثر من حقق مكافآت قتال الليلة في تاريخ فئة وزن الذبابة في يو إف سي[19]

  - أداء الليلة (مرة واحدة) ضد ماتيوس نيكولاو[20]
    - خامس أكبر عدد من المكافآت بعد القتال في تاريخ فئة وزن الذبابة في يو إف سي (5)[21]

  - أكثر محاولات ضرب تم توجيهها في نزال بوزن الذبابة في يو إف سي (510) (ضد براندون مورينو 2)[22]
    - أكبر عدد من الضربات المسددة في نزال وزن الذبابة في يو إف سي (281) (ضد براندون مورينو 2)[22]
    - أكبر عدد من الضربات التي تم توجيهها في نزال بوزن الذبابة في يو إف سي (556) (ضد براندون مورينو 2)[22]
      - ثاني أكبر عدد من الضربات التي تم محاولة تنفيذها في نزال بوزن الذبابة في يو إف سي (390) (ضد ألكسندر بانتوجا 2)[22]

    - أكبر عدد من الضربات على الرأس في نزال بوزن الذبابة في يو إف سي (248) (ضد ألكسندر بانتوجا 2)[22]
- بطولة القتال التراثية 
  - بطل بطولة القتال التراثية لوزن الذبابة (مرة واحدة)[14]

## سجل فنون القتال المختلطة
| السجل المهني |        |         |
| 24 نزال      | 17 فوز | 7 خسارة |
| ضربة قاضية   | 4      | 1       |
| إخضاع        | 9      | 1       |
| قرار القضاة  | 4      | 5       |

| النتيجة | السجل | الخصم            | الطريقة                        | الحدث                                         | التاريخ        | الجولة | الوقت | المكان                                   | الملاحظات                                     |
| ------- | ----- | ---------------- | ------------------------------ | --------------------------------------------- | -------------- | ------ | ----- | ---------------------------------------- | --------------------------------------------- |
| فاز     | 17–7  | تاتسرو تايرا     | قرار القضاة (بالانقسام)        | يو إف سي ليلة القتال: رويفال ضد تايرا         | 14 أكتوبر 2024 | 5      | 5:00  | لاس فيغاس، نيفادا، الولايات المتحدة      | قتال الليلة.                                  |
| فاز     | 16–7  | براندون مورينو   | قرار القضاة (بالانقسام)        | يو إف سي ليلة القتال: مورينو ضد رويفال 2      | 24 فبراير 2024 | 5      | 5:00  | مدينة مكسيكو، المكسيك                    |                                               |
| خسر     | 15–7  | ألكسندر بانتوجا  | قرار القضاة (بالإجماع)         | يو إف سي 296                                  | 16 ديسمبر 2023 | 5      | 5:00  | لاس فيغاس، نيفادا، الولايات المتحدة      | على لقب بطولة يو إف سي لوزن الذبابة.          |
| فاز     | 15–6  | ماتيوس نيكولاو   | ضربة قاضية (بالركبة والمرفقين) | يو إف سي على إي إس بي إن: هولواي ضد ألين      | 15 أبريل 2023  | 1      | 2:09  | كانساس سيتي، ميزوري، الولايات المتحدة    | أداء الليلة.                                  |
| فاز     | 14–6  | مات شنيل         | إخضاع (خنق المقصلة)            | يو إف سي 274                                  | 7 مايو 2022    | 1      | 2:14  | فينيكس، أريزونا، الولايات المتحدة        | قتال الليلة.                                  |
| فاز     | 13–6  | روجيريو بونتورين | قرار القضاة (بالانقسام)        | يو إف سي على إي إس بي إن: كتار ضد تشيكادزه    | 15 يناير 2022  | 3      | 5:00  | لاس فيغاس، نيفادا، الولايات المتحدة      |                                               |
| خسر     | 12–6  | ألكسندر بانتوجا  | إخضاع (خنق خلفي عاري)          | يو إف سي على إي إس بي إن: كانونير ضد جاستيلوم | 21 أغسطس 2021  | 2      | 1:46  | لاس فيغاس، نيفادا، الولايات المتحدة      |                                               |
| خسر     | 12–5  | براندون مورينو   | ضربة فنية قاضية (باللكمات)     | يو إف سي 255                                  | 21 نوفمبر 2020 | 1      | 4:59  | لاس فيغاس، نيفادا، الولايات المتحدة      |                                               |
| فاز     | 12–4  | كيا كارا فرانس   | إخضاع (خنق المقصلة)            | يو إف سي 253                                  | 27 سبتمبر 2020 | 2      | 0:48  | أبو ظبي، الإمارات العربية المتحدة        | قتال الليلة.                                  |
| فاز     | 11–4  | تيم إليوت        | إخضاع (خنق مثلث الذراع)        | يو إف سي على إي إس بي إن: وودلي ضد بيرنز      | 30 مايو 2020   | 2      | 3:18  | لاس فيغاس، نيفادا، الولايات المتحدة      | قتال الليلة.                                  |
| فاز     | 10–4  | نايت ويليامز     | إخضاع (الضغط على الذراع)       | إل إف إيه 79                                  | 22 نوفمبر 2019 | 1      | 0:23  | بورمفيلد، كولورادو، الولايات المتحدة     | فاز بلقب بطولة إل إف إيه لوزن الذبابة الشاغر. |
| فاز     | 9–4   | جوبي سانشيز      | إخضاع (الضغط على الذراع)       | إل إف إيه 65                                  | 3 مايو 2019    | 1      | 3:17  | فيل، كولورادو، الولايات المتحدة          |                                               |
| خسر     | 8–4   | كيسي كيني        | قرار القضاة (بالإجماع)         | إل إف إيه 53                                  | 9 نوفمبر 2018  | 5      | 5:00  | فينيكس، أريزونا، الولايات المتحدة        | على لقب بطولة إل إف إيه لوزن الذبابة المؤقت.  |
| فاز     | 8–3   | تشارلز جونسون    | قرار القضاة (بالإجماع)         | إل إف إيه 48                                  | 7 سبتمبر 2018  | 3      | 5:00  | كيارني، نبراسكا، الولايات المتحدة        |                                               |
| فاز     | 7–3   | جيروم ريفيرا     | ضربة فنية قاضية (إصابة الذراع) | إل إف إيه 39                                  | 4 مايو 2018    | 1      | 0:40  | فيل، كولورادو، الولايات المتحدة          |                                               |
| فاز     | 6–3   | ديميتريوس ويلسون | إخضاع (خنق المثلث)             | إل إف إيه 22                                  | 8 سبتمبر 2017  | 2      | 2:00  | بورمفيلد، كولورادو، الولايات المتحدة     |                                               |
| خسر     | 5–3   | نيك اورسو        | قرار القضاة (بالانقسام)        | إل إف إيه 10                                  | 21 أبريل 2017  | 3      | 5:00  | بويبلو، كولورادو، الولايات المتحدة       |                                               |
| فاز     | 5–2   | راكان عدوان      | إخضاع (الضغط على الذراع)       | إل إف إيه 5                                   | 24 فبراير 2017 | 1      | 1:54  | بورمفيلد، كولورادو، الولايات المتحدة     |                                               |
| فاز     | 4–2   | أنجيل توريس      | إخضاع (خنق المثلث)             | دوري سبارتا القتالي 53                        | 15 أكتوبر 2016 | 1      | 0:34  | دنفر، كولورادو، الولايات المتحدة         | الظهور الأول في وزن الذبابة.                  |
| خسر     | 3–2   | ريكي بالاسيوس    | قرار القضاة (بالإجماع)         | مكافحة الأمريكتين: الطريق إلى البطولة 5       | 26 مايو 2016   | 3      | 5:00  | لوس أنجلوس، كاليفورنيا، الولايات المتحدة |                                               |
| فاز     | 3–1   | داني ماينوس      | ضربة قاضية (بالركبة)           | دبليو إس أو إف 29                             | 12 مارس 2016   | 1      | 2:48  | غريلي، كولورادو، الولايات المتحدة        |                                               |
| فاز     | 2–1   | جوي ويلش         | ضربة فنية قاضية (باللكمات)     | دوري سبارتا القتالي: فوضى عارمة               | 23 أغسطس 2014  | 1      | 0:51  | دنفر، كولورادو، الولايات المتحدة         |                                               |
| خسر     | 1–1   | بن فومبور        | قرار القضاة (بالإجماع)         | كيك داون إم إم إيه 104: بوم                   | 19 أكتوبر 2012 | 3      | 5:00  | دنفر، كولورادو، الولايات المتحدة         | الظهور الأول في وزن الديك.                    |
| فاز     | 1–0   | سامي ريند        | ضربة فنية قاضية (بالمرفقين)    | كيك داون إم إم إيه 102: المتمردون             | 17 أغسطس 2012  | 1      | 1:45  | دنفر، كولورادو، الولايات المتحدة         | نزال في وزن غير محدد (140 رطل).               |

## وصلات خارجية
- براندون رويال على موقع يو إف سي (الإنجليزية)
- براندون رويال على موقع شيردوغ (الإنجليزية)
- براندون رويال على موقع Tapology.com (الإنجليزية)